# Christina Rühl-Hamers
Christina Rühl-Hamers (* 23. Juli 1976 in Haltern am See als Christina Rühl) ist eine deutsche Managerin auf dem Gebiet der Finanzen. Seit Oktober 2020 ist sie Vorstandsmitglied des FC Schalke 04.

## Leben
Christina Rühl-Hamers spielte bis zum verletzungsbedingten Karriereaus selbst Fußball. Sie war Juniorinnen-Nationalspielerin und stieg mit der SG Hillen 1995 in die Frauen-Bundesliga auf.
Rühl-Hamers ist Diplomkauffrau, Steuerberaterin und ausgebildete Wirtschaftsprüferin. Sie begann ihre berufliche Laufbahn 2003 als Associate bei der Wirtschaftsprüfungs- und Steuerberatungsgesellschaft RSM Hemmelrath und arbeitete insgesamt 13 Jahre in verschiedenen Führungspositionen für Mazars und Warth & Klein.
Im Jahr 2010 wurde sie Direktorin für Finanzen und Personal beim damaligen Fußball-Erstligisten FC Schalke 04. Im Oktober 2020 übernahm sie einen Vorstandsposten im Verein. Sie verantwortet die Ressorts Finanzen, Personal und Recht neben dem Vorstandsvorsitzenden Matthias Tillmann. Sie ist damit die erste Frau, die im Vorstand eines deutschen Fußball-Erstligisten das Finanzressort verantwortete.